# 沙礼花-哈萨猪笼草
沙礼花-哈萨猪笼草（学名：Nepenthes × sharifah-hapsahii）是由小猪笼草（N. gracilis）与奇异猪笼草（N. mirabilis）杂交得到的自然杂交种。其存在于婆罗洲、苏门答腊、西马来西亚和泰国。沙礼花-哈萨猪笼草最初被描述为西马来西亚的特有种，并提到其生长于海拔1000米以下的地区。

## 植物学史
2001年8月2日，J·H·亚当在马来西亚国民大学的校园内采集到了沙礼花-哈萨猪笼草的模式标本。其模式标本（JHA 8000）和等模标本都存放于马来西亚国民大学的植物标本馆中。沙礼花-哈萨猪笼草即得名于马来西亚国民大学的副校长，沙礼花·哈萨·赛义德·哈桑·沙哈布丁教授（Dr. Sharifah Hapsah Syed Hasan Shahabudin）。
伽扎尔利猪笼草（Nepenthes × ghazallyana}}）为沙礼花-哈萨猪笼草的同物异名。其得名于伽扎尔利·伊斯梅尔（Ghazally Ismail）。

## 形态特征
沙礼花-哈萨猪笼草的茎为圆柱形，无毛被，可攀爬至5米的高处。叶片革质，为披针形或长圆形，长9至20厘米。笼蔓可长达20厘米。捕虫笼的下部和上部为漏斗形，中部为管状。其可高达15厘米，宽至3.5厘米。唇为圆柱形，宽1至2毫米。唇齿和唇肋明显。笼盖为圆形，下表面覆盖着蜜腺。花序为总状花序，花序轴长30至35厘米。雌性花序未知。

## 分类关系
沙礼花-哈萨猪笼草与小猪笼草存在着密切的近缘关系。根据J·H·亚当和哈菲查·A·哈米德（Hafiza A. Hamid）的论述，下表为两类群之间的区别。
| 沙礼花-哈萨猪笼草与小猪笼草之间形态特征的区别（Adam & Hafiza） |                                                            |                                                            |
| 形态特征                                                       | 沙礼花-哈萨猪笼草                                          | 小猪笼草                                                   |
| 茎的形状                                                       | 圆柱形                                                     | 三棱柱形或棱柱形                                           |
| 叶片基部                                                       | 渐尖至叶柄，叶基不下延，但包住茎约周长的一半               | 不缩成叶柄，基部下延                                       |
| 笼盖下表面的蜜腺                                               | 大量                                                       | 少量                                                       |
| 捕虫笼内表面的消化腺                                           | 覆盖型腺体：延伸的表皮覆盖着一半以上的消化腺               | 暴露型腺体：覆盖蜜腺的表皮不发达，几乎所有的腺体都暴露在外 |
| 唇肋                                                           | 明显                                                       | 不明显                                                     |
| 花梗                                                           | 雄性花序下三分之二的花梗带两朵花，上三分之一的花梗带一朵花 | 均只带一朵花                                               |

J·H·亚当和哈菲查·A·哈米德也注意到沙礼花-哈萨猪笼草与多巴猪笼草（N. tobaica）类似。与多巴猪笼草相比，沙礼花-哈萨猪笼草捕虫笼内表面具覆盖型的腺体，雄性花序的上三分之一仅带一朵花，且叶片上有许多的纵脉。

## 扩展阅读
- 食虫植物照片搜寻引擎中沙礼花-哈萨猪笼草的照片 （页面存档备份，存于）

 维基共享资源上的相關多媒體資源：沙礼花-哈萨猪笼草
 維基物種上的相關：沙礼花-哈萨猪笼草